# Lower Raydon
Lower Raydon är en by (hamlet) i Suffolk, östra England. Den har 4 kulturmärkta byggnader, inklusive Barn to Spider Hall, Lodge to Spider Hall, Ponds Farmhouse och Spider Hall.